# ウィリアム・ハーバート (第3代ポウィス侯爵)
第3代ポウィス侯爵ウィリアム・ハーバート（英語: William Herbert, 3rd Marquess of Powis、1698年頃 – 1748年3月8日）は、イングランド貴族。1745年までモンゴメリー子爵の儀礼称号を使用した。

## 生涯
第2代ポウィス侯爵ウィリアム・ハーバートとメアリー・プレストン（1724年1月22日没、第3代準男爵サー・トマス・プレストンの娘）の息子として、1698年頃に生まれた。
1745年10月22日に父が死去すると、ポウィス侯爵の爵位を継承した。
1748年3月8日に生涯未婚のまま死去、15日にヘンドンで埋葬された。後継者がおらず、爵位は全て断絶した。